# 民族音楽
民族音楽（みんぞくおんがく）とは、英語のethnic musicの訳語で、「民族（＝共通の言語・文化を持つ人の集団）が固有に伝承してきた音楽」の意味。国語辞典には昭和50年代から載るようになった比較的新しい言葉だが、この語はさまざまな用いられ方をしており、注意を要する。

## 「民族音楽」の意味
この節の出典は、学館『日本大百科全書(ニッポニカ)』の「民族音楽」の項

### (1)西洋の古典音楽と大衆音楽以外の伝統的な音楽
もともとethnicには「異民族・異教徒」という意味があり、ethnic musicは「異民族・異教徒のエキゾチックで野蛮な音楽」というニュアンスがあった。歴史的にこの語は欧米で内外の異民族、特に異教徒や少数民族の音楽の特異な響きを指して用いられることが多く、ヨーロッパ人が自民族の音楽を指す言葉としては使わなかった。

### (2)西洋と日本の古典音楽と大衆音楽以外の伝統的な音楽
日本に移入されたこの語は、(1)の意味から自国である日本を除外して「日本以外の非欧米の伝統的な音楽」の意味でつかわれた。近年は当たり前になったが、以前は例えば「フランスの民族音楽」などのような言い方はしなかった。伝統的な音楽への志向はまだ残っており、例えば「中国の民族音楽」と言った場合、京劇や民謡がすぐ思い浮かぶが、女子十二楽坊やラン・ランは通常含まない。

### (3)特定の民族・地域・国で行われている音楽全て
(1)(2)に含まれる西欧中心主義や自民族中心主義、および伝統的な音楽とそれ以外のジャンルを峻別する考え方への批判から、例えば「日本の民族音楽」といった場合、古典音楽・民謡・民俗芸能・歌謡曲やポピュラー音楽、日本人が作曲・演奏する西洋クラシック音楽に至るまでのあらゆる音楽を指すような用法が近年見られる。この立場を推し進めると「民族音楽」という語が不要になり、単に「○○の音楽」と言えばよいことになる。

### (4)「○○の音楽」と言った場合に見落とされやすい音楽を特に示す
基本的には(3)の立場に立つが、「○○の音楽」と言った場合に想起されにくい音楽を示すためにあえて「○○の民族音楽」という語を使う用法。近年はこうした用法が主流になって来ている。例えば「ドイツの音楽」と言った場合、どうしてもクラシックが思い浮かびがちだが、「ドイツの民族音楽」と言われれば民謡や民族舞踊の存在を意識する。

### (5)自民族の伝統的な音楽およびそれに基づいて新たに創作された音楽
ロシア・中国・朝鮮などでは民族音楽という語をそのような意味で使っている。中国の用法では女子十二楽坊は立派に民族音楽である。中国・朝鮮では「民族楽器」「民族舞踊」と言う際の「民族」もほぼこれに準じる。

### (6)エキゾチックな感じを与える音楽
「民族音楽」というより「エスニック・ミュージック」と呼ぶ場合が多い。民族衣装や民族料理を楽しむような気軽さで異民族の音楽のエキゾチックさを楽しむ際にこの用法が使われる場合があるが、エキゾチックさを強調することは(1)の用法に近い部分があり、注意を要する。

## 類義語との違い
- 民俗音楽／フォークミュージック（Folk music）その民族の伝統的な音楽のうち、上層階級の芸術音楽を除いた、基層社会が口頭で伝承している音楽[3]。「民謡Folk song」に意味が近いが、楽器による音楽や民俗舞踊まで確実に含めるためにこの言葉を使う[3]。「民族音楽」と言った場合、多くは芸術音楽を含むので、意味は一致しない。またその民族の社会が階級を持たない場合や、階級があってもそれぞれの音楽のジャンルが分かれていない場合はこの語自体を使わない[4]。
- 伝統音楽／トラディショナルミュージック／トラッド（Traditional music） 伝統的な音楽を指す語だが、学術用語ではないため明快な定義はない。日本語の伝統音楽は芸術音楽を含むが、英語版ウィキペディアではFolk musicにリダイレクトされており、民俗音楽に意味が近いようである。
- 世界音楽／ワールドミュージック（World music） 世界中の音楽を総称する意味と、非西欧諸国のポピュラー音楽という意味と二通りの意味が存在する[5]。前者は「民族音楽」という語に含まれる西洋中心主義を避けるために民族音楽学の研究対象を「世界音楽」と呼んだのが始まりであり、後者は民族音楽学が非伝統的という理由で対象外とした新しい融合音楽を示すために使われ始めた用法であり[6]、どちらにしても民族音楽という語と差別化して使われた経緯があり、意味は一致しない。
- ルーツミュージック（Roots music）

## 世界各地域の概観
ここでは世界で行われている音楽全て（広義のワールド・ミュージック）から、近代的な商業音楽（ポピュラー音楽）と、ポピュラー音楽の影響で生まれた融合音楽（狭義のワールド・ミュージック）と、西洋芸術音楽（クラシック音楽）を除いた音楽、つまり(4)の意味での民族音楽について、世界各地域の概観を示す。
地域の区分は平凡社『音と映像による世界民族音楽体系』に準拠するが、旧ソ連地域はヨーロッパ、西アジア、中央アジア、チベット・モンゴル、極東シベリアに分割し、さらに極東シベリアをエスキモーと統合した。また地域名称は適宜現代的なものとし、それぞれに例を示した。
当然ながら、地域の分割は様々な文明論・文化論で示されている区分（例えばハンチントンの『文明の衝突』など）とかなり似てくる。

### 東アジア
古代中国では三分損益法・十二律・五声（五音音階）という音楽理論と、さまざまな打楽器と琴、横笛とオカリナの仲間からなる儒教の儀式用の合奏が確立した。そこに西域からさまざまな楽器（琵琶など）や音楽が伝わり、6～8世紀には代表的なものが整理されて宮廷で公式に演奏された。これは七部伎（後に拡大され、九部伎や十部伎となる）と呼ばれ、奈良・平安時代の日本や朝鮮半島に伝えられた。その後はそれぞれ独自の発展を遂げ、中国では劇音楽が発達し、民間の音楽の中心的な存在となり、現在では京劇という名で伝わっている。日本では大陸から伝わった雅楽や声明（仏教音楽）の影響の下、能楽や歌舞伎などの新しいジャンルが生まれた。朝鮮半島では仮面劇が発達し、パンソリ（唱劇ともいう。一種の歌劇）が生まれている。なお、14世紀ころには胡弓や三弦が中央アジアから中国に伝わり、そこから朝鮮や日本にも伝わった。日本では三弦は三味線のもととなった。
こうした歴史から、楽器は共通のものが多い。また、五音音階をどの国でも好んで使っているが、含まれている音は若干違いがある。朝鮮の音楽には三拍子系統のものが見られる。

#### 東アジアの民族音楽の例
京劇、民楽（伝統的な楽器を用いたアンサンブル）（中国） 仮面劇、パンソリ（朝鮮半島） 雅楽、声明、能楽、歌舞伎（日本） 島唄、エイサー（琉球）など

### チベット・モンゴル
モンゴルは、五音音階を使うことは中国・朝鮮・日本と共通している。音楽の主流は声によるもので、モリン・ホール（馬頭琴）やリンベ（竹製の横笛）で伴奏され、強烈な声量と細かい節回しを特徴とする。五音音階に含まれる音はド・レ・ミ・ソ・ラであり、中国とも共通する明るいもので親しみやすい。ホーミーと呼ばれる1人の演奏者が同時に2種類の声を発声する倍音唱法も見られる。(1) 喉の奥で発せられる一定した持続低音、(2) その低音に含まれる倍音を口腔の形を調整して発する高音の共鳴音で旋律をつくるというもの。どちらも広大な草原で声を届かせるためのものである。
チベットは、ラマ教音楽の誕生した地であり、同じくラマ教を信奉したモンゴルの音楽に影響を与えた。ただチベット文化は弾圧されており、充分に調査されているとは言い難い。

#### チベット・モンゴルの民族音楽の例
オルティン・ドー、ホーミー（モンゴル） 声明、ナンマ（チベット）など

### 南アジア
非常に多様な地域であるが、大まかには北部と南部に分けることができる。パキスタンとバングラデシュは北部、スリランカは南部の音楽と共通性が高い。
インドの音楽は基本的には単旋律の音楽で、旋律楽器（声の場合もある。シタール（北）・ビーナー（南）のような弦楽器や、バーンスリー（北）やヴェーヌ（南）といった横笛、ダブルリード楽器などが使われる）と伴奏楽器（タンブーラ（弦楽器）とムリダンガム、カンジーラ、ガタム（南）・タブラ（北）のような打楽器）によって演奏される。伴奏のうち、タンブーラはドローン（旋律をささえるための1音、またはそれ以上の持続音）を担当する。
旋律は22律による7音音階とラーガに基づく。1オクターブを22の音に不均等分割する音律から7音を選び出して音階にするが、現実にはこれは4分音を含むと言うことである。ラーガは旋律を演奏するルールのようなもので、使う音や音の順番、強調すべき音、終わりの音などを決めており、北インドでは72種類、南インドでは10種類あるとされる。リズムはターラに基づく。ターラは基本的なリズムパターンで、2拍や3拍の組み合わせでパターン化されており、一つの曲の中では一つのターラが使われ続ける。どちらもインドの音楽の基本であり、蛇使いの吹く笛もこの理論にきちんと当てはまる。

#### 南アジアの民族音楽の例
カタック、バラタナーティヤム（インド）など

### 東南アジア
インドと中国両方の影響を受けた地域だが、インドの文化の方が基層にあり、ヴェトナム・フィリピンを除いてはインド文化圏の辺境と言えそうである。始めインドからヒンドゥー教と仏教が、13世紀以後はイスラム教が流入し、半島部では仏教が、島嶼部ではイスラム教とヒンドゥー教がそれぞれ優勢である。このような歴史からか、インドで3～4世紀に成立した「ラーマーヤナ」（ラーマ王子の物語。インドの叙事詩）を題材とする舞踊劇や影絵芝居が方々で見られ、音楽とともに上演されて人気を博している。
東南アジア独自の要素としては、青銅のゴング（銅鑼）やチャイム、青銅や竹や木製の鍵盤打楽器による野外の合奏が挙げられる。この地域では紀元前3～2世紀ころから儀式用のゴングが広く分布しており、これらは超自然的な力を持つと信じられてきた（ちなみにこれは日本にも伝わり、銅鐸となった）。そのような伝統に基づくものと考えられる。
音楽は基本的に5音音階の地域が多いが、調律は1オクターブをほぼ5等分や7等分するなど、中国ともヨーロッパとも大幅に違い、わざと濁った響きになるように作られている。調律が合わない時に発生する「うなり」が超自然的な力を持つと考えられたため。リズムは2拍子系だが、複数の声や楽器がからみ合い、非常に複雑なリズムを作り出す。

#### 東南アジアの民族音楽の例
ガムラン、ケチャ（インドネシア） ワヤン（インドネシア・マレーシア） ピーパート合奏（タイ） ティンクリン（フィリピン）など

### 西アジア・マグリブ
サハラ砂漠以北のアフリカをマグリブ（日が沈む地＝西方の意）と言い、文化的には西アジアと連続体とされる。この地域の国々はほぼ全てイスラム教を信仰しており文化的にも近い部分が多い。アラビア語が広く話されているが、長い歴史を持つイランのペルシャ語（および近縁な言語、タジキスタンやアフガニスタン）、強勢を誇ったオスマン・トルコのトルコ語（および近縁な言語、アゼルバイジャン）も有力な言語である。
イスラム教の中では音楽を認める考えと邪悪なものとして退ける考えの対立が長く、キリスト教のように宗教儀式で公式に音楽を使うことはないが、聖典コーランの朗唱キラーアや1日5回の祈りを呼びかけるアザーンなどは大変音楽的に聞こえる。とくにコーラン朗唱には地域などにより何種類かあり，優秀者をたたえるコンクールもおこなわれる。
伝統音楽では、単旋律、即興的、メリスマ的（音が長く伸びながら上下に動く）、微分音（半音の半分の音程）の使用、非常に複雑な拍子（48拍子まである）、ウード、サントゥール（カーヌーン）、ネイ（尺八のような笛）、ダラブッカ（太鼓の一種）、ラバーブ、スルナーイ（チャルメラのようなダブルリード楽器）の使用など、共通する特徴が見られる。
なお、ウードは琵琶・リュート・ギターの、サントゥールはダルシマーやピアノの、カーヌーンはプサルテリウムやツィターやハープシコードの、ラバーブはバイオリン・二胡の、スルナーイはオーボエの祖先であり、長く先進地帯だったこの地域は楽器の宝庫である。また、オスマントルコ以来トルコはアラブ世界の音楽的中心地となったほか、古くから軍楽が見られ、その中で使われているシンバルやトライアングル、ナッカーラ（ティンパニの先祖）とともに、ヨーロッパの音楽に多大な影響を与えた。

#### 西アジア・マグリブの民族音楽の例
サントゥールによる古典音楽（イラン） ベリー・ダンス（全域） メフテル（トルコ） レズギンカ（アゼルバイジャン・ダゲスタン）など

### 中央アジア
カザフスタン・ウズベキスタン・トルクメニスタン・タジキスタン・キルギスと中国の新疆ウイグル自治区を指す。北のステップ地帯（シャーマニズムの影響が残る）と南のオアシス地帯（トルキスタン＝トルコ族の地とも呼ばれる。西アジアの影響をいち早く取り入れた）に分かれる。どちらもトルコ系言語が主流であり、アナトリア半島に進出したセルジューク・トルコも中央アジアからイランを経てである。遊牧民の末裔が多く住み、イスラム教信仰やトルコ語・ペルシャ語（に近い言語）使用など、西アジア地域との歴史的・文化的な関係が深く、楽器は西アジアと共通するものが多く、明らかに西アジアの音楽用語が使われていたりする（シャシマコームとは「6つのマカーム」の意味で、マカームとはアラブ音楽の音階・旋法・旋律の意味である）。ただしカルナイ（長いトランペットのような楽器）はウズベキスタン・タジキスタンの楽器である。西アジアの音楽を主導したトルコの音楽の土台は中央アジア共通の民俗音楽であり、太鼓による軍楽の要素はトルコの軍楽のルーツである。

#### 中央アジアの民族音楽の例
キュイ（カザフスタン） シャシュマコーム（ウズベキスタン・タジキスタン）など

### サブサハラアフリカ
サハラ砂漠より南の地域は黒人の数が圧倒的に多い社会である。言語はスワヒリ語やズールー語などで、声調を持つことを特徴としている。2000を超すといわれる多数の部族の中で伝承されている音楽は、きわめて多様であるが、いくつかの共通する特色をもっている。（1）さまざまな宗教儀礼や祭りなどと深く結びつき、部族社会の生活との深い関係があること（2）音楽や歌の旋律が声調に対応していること。話し太鼓として知られるトーキング･ドラムは、その典型の一つ。（3）きわめて複雑で高度なリズム。同時にいくつかのリズム型を奏するポリリズム、複数のリズムが交錯するクロスリズムなど（4）即興性。踊りと太鼓、あるいは歌詩と旋律、楽器と楽器などの場合、伝統的な旋律やリズムの型をもちながら、状況や場所、演奏者の感情によって自由に組み替えられる。
楽器でアフリカにおいて最も注目されるのは、マリンバ、バランキ、ティンピラ、バラフォンなど多くの呼称をもつ旋律楽器の木琴類である。ヒョウタンの共鳴器をつける場合が多い。この木琴類と同じく広範に分布するのが指ピアノとして知られるサンザである。使用される楽器は打楽器系が圧倒的に多いが、ナイジェリアなどイスラム文化の影響下にある地域では弦楽器を多く使用する。

#### サブサハラアフリカの民族音楽の例
バラフォンの演奏、トーキングドラムの演奏、グリオ（世襲の演奏者）の演奏（西アフリカ） 指ピアノの演奏（全域）など

### ヨーロッパ
ほとんどの国がキリスト教を信仰している。教会で聖歌を歌う習慣がどの国にもあり、それぞれの民族音楽に影響を与えている。上流階級的な音楽はどの国も舞踏会だったり、オーケストラの演奏会だったり、オペラやバレエだったりであまり差はないが、お祭りや結婚式や酒場での歌・楽器の演奏・踊りなどの中に特徴的な民族音楽が見られる。
ヨーロッパの民族音楽に共通する特徴は以下の通り。
1. 音階は通常のドレミで書ける音階。5音音階が最も多いが、7音音階も広く見られる。
2. 基本的には単旋律だが、和声的につくられた音楽も広い範囲で見られる。（特にヨーロッパ中央部）ただし、クラシック作品に比べればずいぶん単純な和声である。
3. 楽器はヴァイオリン・クラリネット・トランペットなど、クラシックと共通するものが広く使われるが、バグパイプ・ツィンバロムなど昔の楽器も（特に辺境で）使われる。

ただ、イスラム勢力に支配されていたことのあるイベリア半島諸国やバルカン半島諸国は、ドイツ・イタリアを中心とするヨーロッパ中央部の音楽とは音階やリズムにかなり違った特徴も見られる。特にバルカン半島諸国では奇数拍子や変拍子が良く見られる。また、東欧諸国では明らかに西欧諸国と違う地声による発声、輪舞を主とする舞踊など、共通性が見られる。ピレネー山脈、鉄のカーテン（概ねゲルマン民族とスラブ民族の境界線）、オスマントルコの最大時の国境線（バルカン半島諸国を示す境界線）、カトリックと正教の境界線など、よくヨーロッパの潜在的な境界線とされるものは、民俗音楽の特徴の違いにも表れている。
さらに、東欧諸国やイベリア半島にはジプシー（ロマ）がかなりの数いる。ジプシーはさまざまな町を移動しながら、音楽を演奏したり、金属を加工した馬具を販売したりして生活していた人たちで、インド北西部が発祥の地と言われている。ジプシーは職業音楽家としてこれらの国で人気を博し、これらの国の民族音楽に影響を与えたとされている。

#### ヨーロッパの民族音楽の例
フラメンコ（スペイン） ヨーデル（スイス） カンツォーネ（イタリア） チャールダーシュ（ハンガリー） コサック・ダンス（ウクライナ） チャストゥーシカ（ロシア） バグパイプ演奏（スコットランド）など

### 極東シベリア・エスキモー
極東シベリアにはロシア人が進出する前から遊牧民・狩猟民・漁労民が生活しており、それぞれ固有の文化を今でも残している。極東シベリアでは口琴や団扇太鼓が広く使われているが、衣装がモンゴル・中国・アイヌ・日本のはっぴに少しずつ似ていたり、祭りの雰囲気が日本の東北地方を思わせたりするのが興味深い。エスキモーの文化はロシア・アメリカ・カナダからグリーンランドまで広がっているが、死霊を慰め狩猟（クジラ，クマ，アザラシなど）の成功を祈願する儀礼、歓迎や娯楽のために、踊りや太鼓をともなう歌をうたう。歌は個人の所有財産で、贈答も可能である。喉を緊張させ声門と横隔膜を震わせる発声法が用いられ、舌打ちや叫び声などが装飾的に使われる。やはり団扇太鼓の使用が見られる。

#### 極東シベリア・エスキモーの民族音楽の例
ジャンル名は明確なものはないが、歌・民族楽器アンサンブル・民族舞踊（極東シベリア）や歌・ドラムダンス（エスキモー）など

### 北アメリカ
ネイティブ・アメリカンについて書く。宗教や儀礼に関する踊りを伴い、太鼓やラットルで伴奏する歌が多い。歌は、夢や幻覚を通して超自然的存在から授けられるとし、演奏には呪術師が関わった。喉を緊張させた発声や裏声に特徴があり、エスキモーやシベリア原住民、南米のインディオとの共通性が感じられる。

#### 北アメリカの民族音楽の例
ジャンル名は明確なものはないが、それぞれの部族に儀式の歌・祭りの歌・戦いの歌や踊りが見られる。

### 南アメリカ
白人と黒人が長く反目を続けた北アメリカと違って人種間の混血が多かったのが南アメリカの特徴であり、音楽もそのような歴史を反映している。
1. メスティソ系（先住民＋白人、メキシコ・アルゼンチン・ボリビア・ペルーなど）ギターを好んで使用する。白人要素が強いと踊りを伴うリズムのはっきりした音楽が多くなり、バイオリンやトランペット、ピアノなどの西洋楽器を使用することが多くなる（メキシコ、アルゼンチンなど）。先住民の要素が強いとケーナ（尺八のような楽器）、シーク、チャランゴ（アルマジロの甲羅を使った小型ギター）などを使用し、哀愁を帯びた感じの曲調になる。
2. ムラート系（黒人＋白人、キューバ、ハイチなど）先住民がほとんど全滅してしまった地域では、代わりに労働力として黒人が輸入されてきた。打楽器（マラカス、グイロ、クラベス、ボンゴ等）を多用し、単純なパターンを繰り返すリズムの音楽が多い。

どちらにせよ、踊りを伴う活発な音楽が特徴で、ラテンなどと呼ばれ世界的に人気がある。ルンバ、ハバネラ、マンボ（キューバ）、レゲエ（ジャマイカ）、サンバ（ブラジル）、マリネラ（ペルー）、タンゴ（アルゼンチン）など、この地域はリズムの宝庫である。

#### 南アメリカの民族音楽の例
カンシオン・ランチェーラ、メキシカン・ハット・ダンス（メキシコ） グアヒーラ（キューバ） カポエイラ（ブラジル） フォルクローレ（ペルー）など

### オセアニア
ニューギニア島、オーストラリア、ニュージーランド、及び太平洋の島々（ハワイを含む）。東南アジアから船に乗って人類が広がっていったと考えられており、人が住み始めたのが最も遅い地域である。アメリカ、ドイツ、フランス、イギリス、日本などに占領され、影響を受け続けた歴史があり、西洋音楽の影響が見られる部分も多いが、近年独立し、自分たちの古来の文化を見直そうという動きが盛んである。全体的には、楽器の使用は控えめで、身体打奏（体をたたいて音を出したり、リズムをとったり）が広い地域で見られる。

#### オセアニアの民族音楽の例
フラ（ハワイ）、ヒメネ・ターラバ、オテア（タヒチ）、ティティトレア（ニュージーランド・マオリ族）など